# Astartea clavulata
Astartea clavulata är en myrtenväxtart som beskrevs av Porphir Kiril Nicolai Stepanowitsch Turczaninow. Astartea clavulata ingår i släktet Astartea och familjen myrtenväxter. Inga underarter finns listade i Catalogue of Life.